# Taryfa malejąca
Taryfa malejąca – taryfa oferty prepaid w telefonii komórkowej, w której ceny rozmów oraz wysyłania wiadomości SMS i MMS tanieją proporcjonalnie do wartości doładowania. W Polsce taryfą taką jest Nowe Orange Go.